# کارل لیفن
کارل لیفن (انگلیسی: Karl Lieffen; ۱۷ مهٔ ۱۹۲۶ – ۱۳ ژانویهٔ ۱۹۹۹) بازیگر اهل آلمان بود.
از فیلم‌ها یا برنامه‌های تلویزیونی که وی در آن نقش داشته‌است می‌توان به دهه پنجاه وحشی، یک، دو، سه  و هملت اشاره کرد.